# Alfred Gilks
Alfred Gilks (Los Angeles, 29 de dezembro de 1891 — 6 de setembro de 1970) foi um diretor de fotografia estadunidense. Venceu o Oscar de melhor fotografia na edição de 1952 por An American in Paris.